# 모리시타 에리카
모리시타 에리카(일본어: 森下 絵理香 もりした えりか, 1991년 12월 27일 ~ )는 일본의 언론인이며 NHK 소속의 여성 아나운서이다.

## 생애 및 입사
모리시타 에리카는 1991년 12월 27일에 가나가와현 요코하마시에서 태어났지만 도쿄도에서 자랐다. 그녀는 조치대학 이공학부 재학중에 기상 캐스터의 자격을 취득해, 웨더맵에 소속되어 있었다. 대학을 졸업하고 2015년에 NHK 아나운서로 이직해 입사를 했다. 입사동기로는 소에지마 메이 아나운서이다.